# Alosarpestus fakensis
Alosarpestus fakensis är en insektsart som beskrevs av Evans 1981. Alosarpestus fakensis ingår i släktet Alosarpestus och familjen dvärgstritar. Inga underarter finns listade i Catalogue of Life.